# Absdorf
Absdorf é um município da Áustria localizado no distrito de Tulln, no estado de Baixa Áustria.